# Palacio de los García de Tineo
El palacio de los García de Tineo, o de los Maldonado, se localiza en la villa de Tineo (Asturias, España). Está ubicado en el casco antiguo de la Villa, en el número 25 de la calle Mayor. En sus inmediaciones se levantan la iglesia del antiguo convento de San Francisco (actual parroquial de San Pedro) y el edificio del Palacio de Justicia.
El edificio (que en la actualidad alberga la Casa de Cultura «Conde de Campomanes» de Tineo) es una construcción palacial urbana. Su parte más antigua es un torreón circular bajomedieval que está situado en la esquina NE del Palacio, en la confluencia entre la calle La Luna y la Travesía de la Torre. Esta torre fue residencia solariega de los Tineo y está realizada con mampuesto y sillares en el enmarque de los vanos (dos vanos y algunas saeteras y pequeñas ventanas).
El Palacio fue edificado en 1520, según reza la inscripción de uno de sus escudos («Juan García de Tineo me fecit anno domini....XXX»), y posteriormente remodelado, a mediados del siglo XVII o comienzos del XVIII, de tal forma que no es posible precisar cuál era su disposición original. En su fachada, de estética gótico-renacentista, se abre la puerta de ingreso, un gran arco apuntado de amplio dovelaje. Sobre ella se localizan los escudos de los Tineo y de los Maldonado y una ventana geminada de gusto gótico isabelino tardío, formada por dos arcos de medio punto, parteluz y cortinas talladas bajo los arcos. Está enmarcada con chambrana y vierteaguas y luce molduras con bordura de bolas. De época barroca son los balcones, con repisas molduradas y antepechos de hierro.
El Palacio de los García de Tineo es una de las contadas muestras dejadas por la arquitectura civil gótica de Asturias. Tipológicamente sigue el modelo, muy extendido en Asturias, de los palacios levantados a partir de una torre defensiva de época medieval. Este palacio, junto con el cercano de Merás datado en 1525, constituye la casa señorial más antigua conservada en la villa de Tineo.